# Камамэси
Камамэси (яп. 釜飯 камамэси, рис в горшочке) — блюдо традиционной японской кухни, приготовленное из риса в железном котелке кама.

## История и название
Камамэси происходит из города Такэситакама, также известного как Окунамикама.
Термин «камамэси» первоначально использовался для обозначения риса, который из кама ели все члены семьи либо сослуживцы. При этом рис ели прямо из котелка, либо же накладывали в индивидуальные чашки. Термин появился в поздний период эпохи Мэйдзи, и им обозначали совместный приём в пищу риса после Великого землетрясения Канто 1923 года.

## Приготовление
Позднее, термин стал обозначать блюдо, похожее на такикоми гохан, а именно вид японского плова, приготовленного вместе с разнообразными видами мяса, морепродуктов, овощей, и приправленного соевыми соусом, саке или мирином. Так как рис и другие ингредиенты готовятся в железном котелке, рис слегка подгорает снизу, что добавляет ему особый привкус. Специальные котелки «кама» для приготовления камамэси появились в продаже после того, как блюдо приобрело популярность на территории всей Японии. После приготовления в них блюда, такие котелки ставятся непосредственно на стол. Блюдо является популярным составляющим однопорционной готовой еды экибэн (яп. 駅弁 экибэн, привокзальные бэнто), продающейся на железнодорожных станциях и в поездах.